# Campus Groenenborger

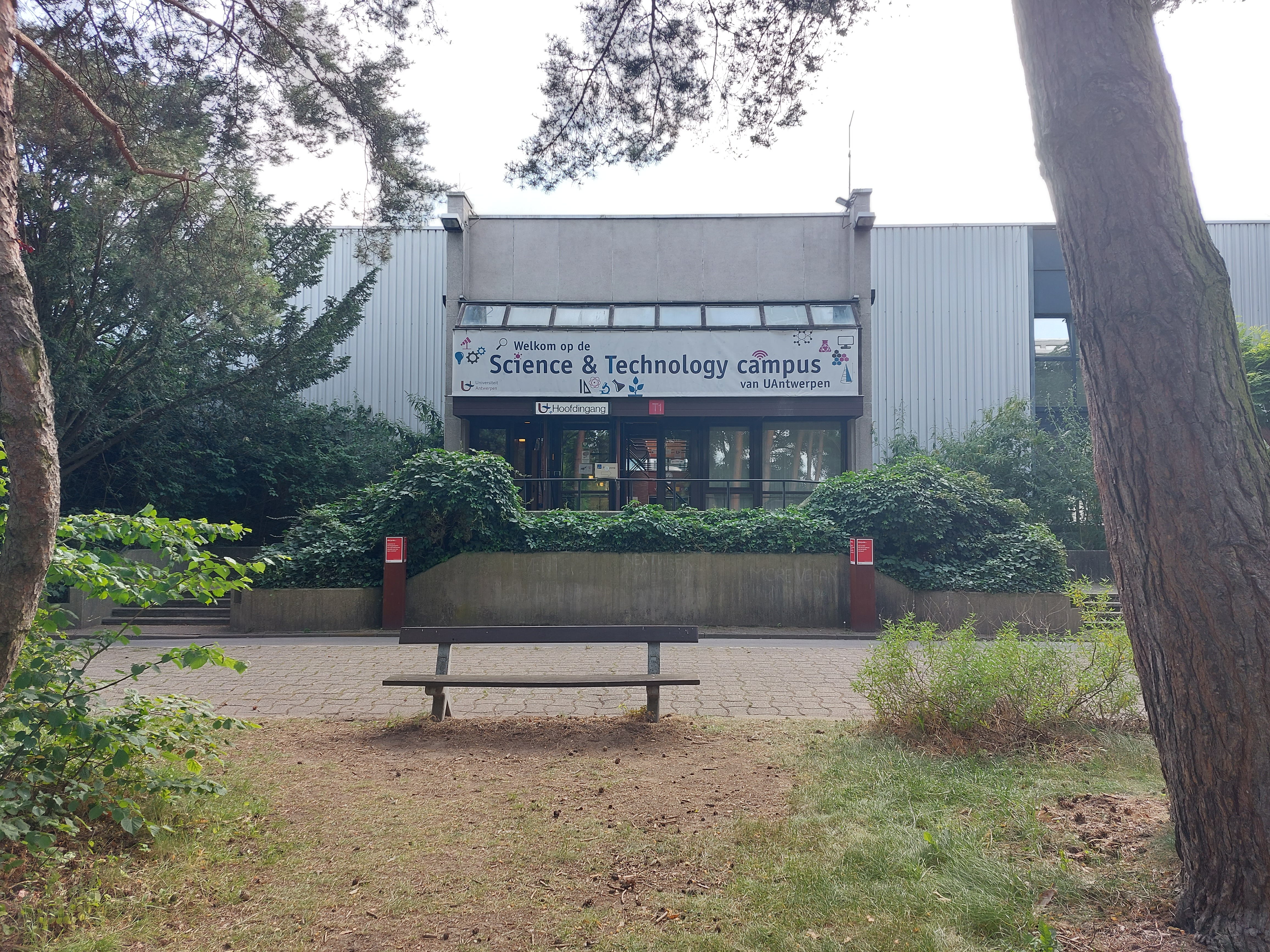
De hoofdingang van de campus aan gebouw T

Campus Groenenborger is een campus van de Universiteit Antwerpen voor exacte wetenschappen aan de Groenenborgerlaan 171. Het is de uitvalsbasis voor de faculteit wetenschappen en de faculteit toegepaste ingenieurswetenschappen met onder meer de QU-ANT-EM, een van de meest krachtige elektronenmicroscopen ter wereld.

## Geschiedenis
Eind jaren 60 werd deze campus nieuw gebouwd om ruimte te bieden aan de nieuwe faculteiten Wetenschappen en Geneeskunde. Samen met campus Middelheim vormde deze campus het Rijksuniversitair Centrum Antwerpen tot ze in 2003 opgingen in de Universiteit Antwerpen.

## Gebouwen
Volgende gebouwen zijn omringd door het Pastoraal Centrum, het Middelheimpark en de dienstweg tussen de Groenenborgerlaan en de Lindendreef. 
M-gebouwIn dit gebouw is de technische dienst gehuisvest, evenals het departement Infrastructuur.
N-gebouwHier woont de conciërge van de campus.
Q-gebouwElektriciteitsvoorziening.
S-gebouwIn het S-gebouw zijn de labo's scheikunde en fysica gehuisvest. Op de hogere verdiepingen liggen de computerlokalen, de bibliotheek met hackerspace en het Studielandschap. Ook de monitoraten zitten hier.
T-gebouwHier bevinden zich de vier grootste leslokalen en enkele vergaderzaaltjes. Ook de administratie bevindt zich in dit gebouw. Aan de hoofdingang van dit gebouw is eveneens het onthaal gevestigd. Het decanaat heeft hier hun bureaus, evenals een deel van het departement Chemie en de Nieuwe Media Dienst.
U-gebouwIn dit gebouw zitten verschillende onderzoeksgroepen van de departementen Fysica, Biologie en Toegepaste Ingenieurswetenschappen. Het departement Biologie zit hier, evenals een deel van het departement Fysica. Daarnaast zijn hier ook enkele leslokalen en practicumzalen te vinden.
US-gebouwHier zijn enkele leslokalen, practicumzalen en de EHBO-ruimte gevestigd. De cursusdienst is hier ook gevestigd.
V-gebouwIn dit gebouw zijn er enkele leslokalen en onderzoeksgroepen van het departement Scheikunde en Bio-ingenieurswetenschappen. Het V-gebouw ligt eigenlijk niet op grondgebied van de universiteit, maar is - per ongeluk - gebouwd op grond dat aan het Middelheimpark toebehoort. Het departement Bio-ingenieurswetenschappen zetelt hier, evenals een deel van het departement Chemie. Elektronica-ICT heeft hier ook hun plaats. Het Centre for Health and Technology is hier terug te vinden.
X-gebouwHier bevinden zich enkele leslokalen en enkele onderzoeksgroepen van het departement Fysica (o.a. EMAT). Hier zetelt dus een deel van het departement Fysica.
Y-gebouwHier is de cafetaria Komida gehuisvest.
Z-gebouwHet nieuwste gebouw voor de faculteit Toegepaste Ingenieurswetenschappen waar vooral laboratoria te vinden zijn van Bouwkunde en Elektromechanica.